# Andrew Yarranton
Andrew Yarranton (* 1616 in Astley bei Stourport-on-Severn; † 1684) war ein englischer Unternehmer.

## Leben
Yarranton stammte aus einer Yeoman-Familie. 1632 begann er eine Lehre bei einem Leinen-Händler in Worcester. Nach einigen Jahren verließ er Worcester und lebte als Landwirt.
Während des Englischen Bürgerkrieges diente Yarranton in der Parlamentsarmee und brachte es bis zum Captain. 1646 wurde er Mitglied des Worcester County Committee, das die Royalisten abzuurteilen hatte. Nach dem Kriege benutzte er die ausstehenden Soldzahlungen, um in verfallenen Landgütern des Königs und der Royalisten zu spekulieren.
Zusammen mit anderen Offizieren gründete Yarranton ein Eisenhütte mit einem Hochofen in Astley, um mit Eisenerz aus dem Forest of Dean, Asche aus Worcester und Holzkohle aus der nahen Umgebung Eisen zu erschmelzen. Nach der Stuart-Restauration wurde Yarranton mehrmals verhaftet.
1651 machte Yarranton einen Vorschlag zur Schiffbarmachung des Dick Brook, eines Nebenflusses des Severn zur Verbindung mit seiner Eisenhütte in Astley. Einen ähnlichen Vorschlag machte er 1655 zur Schiffbarmachung des Flusses Salwarpe vom Severn bis nach Droitwich, was an fehlenden Finanzen scheiterte (erst ein Jahrhundert später wurde der Droitwich Canal gebaut). Erfolgreicher war die Schiffbarmachung des Avon, an der Yarranton beteiligt war.
1667 reiste Yarranton zusammen mit Ambrose Crowley im Auftrage von lokalen Investoren nach Sachsen, um die dort seit 1536 betriebene Weißblechherstellung kennenzulernen. Nach der Rückkehr wurden mit Hilfe abgeworbener sächsischer Arbeiter erste Versuche zur Weißblechherstellung durchgeführt einschließlich des Blechwalzens, das noch nicht Bestandteil des Prozesses in Sachsen war. Der Erfolg veranlasste die beiden Investoren Philip Foley und Joshua Newborough, ein entsprechendes Werk in Wolverley am Fluss Stour zu gründen.
Nach John Aubrey starb Yarranton durch „Prügel und Wurf in einen Wassertrog“.

## Werke
- Andrew Yarranton: England's improvement by sea and land. T. Parkhurst, London 1698, 242 S.